# اولگا خارلان
اولگا خارلان (اوکراینی: Ольга Геннадіївна Харлан؛ زادهٔ ۴ سپتامبر ۱۹۹۰) یک شمشیرباز اهل اوکراین است.
از افتخارات وی میتوان به کسب مدال طلا سابر تیمی در بازی‌های المپیک تابستانی ۲۰۰۸ و یک مدال نقره در المپیک ۲۰۱۶ و دو مدال برنز در المپیک ۲۰۱۲ و ۲۰۱۶ اشاره کرد.